# Kanadische Rocky Mountains
Die kanadischen Rocky Mountains sind jener Teil der nordamerikanischen Rocky Mountains, der in den kanadischen Provinzen Alberta und British Columbia liegt. Sie grenzen an die US-Staaten Idaho und Montana. Das nördliche Ende befindet sich an der Liard-Ebene in British Columbia. Ihre höchste Erhebung ist der 3954 m hohe Mount Robson.
Entgegen der weitverbreiteten Annahme, zu den Rocky Mountains würden auch die Gebirge in Alaska gehören, wird das Gebirge nördlich des Flusses Liard Mackenzie Mountains genannt, gehört aber nicht zu den Rocky Mountains. Die Gebirgszüge westlich der Rocky Mountains im südlichen British Columbia werden Columbia Mountains genannt und sind ebenfalls kein Teil der Rocky Mountains.

## Geologie
Die kanadischen Rocky Mountains sind der östlichste Teil der kanadischen Kordilleren, der Bezeichnung für alle Gebirge in Westkanada. Diese sind wiederum ein Teil der amerikanischen Kordilleren, der Bezeichnung des gesamten amerikanischen Gebirgszuges von Alaska bis Feuerland.
Die kanadischen Rocky Mountains liegen in den Provinzen British Columbia und Alberta, sie werden im Osten von der kanadischen Prärie in Alberta und im Westen durch den Rocky Mountain Trench in British Columbia begrenzt.
Die kanadischen Rocky Mountains werden weiter gegliedert in:
- der nördliche Teil (auch Far Northern Rockies oder Northern Rocky Mountains), mit
  - Muskwa Ranges und
  - Hart Ranges
- Northern Continental Ranges (der zentralnördliche Teil),
- Park Ranges (auch Main Ranges oder Central Main Ranges, der zentrale östliche Teil),
- Front Ranges (auch Central Front Ranges, der zentrale westliche Teil) sowie
- Southern Continental Ranges (der südliche Teil)

Teilweise werden Northern Continental Ranges und Southern Continental Ranges zu den Continental Ranges zusammengefasst und dann Park Ranges und Front Range als deren Unterketten betrachtet.

## Höchste Erhebungen
Siehe dazu Liste der höchsten Berge in den kanadischen Rocky Mountains
- Mount Robson, 3954 m
- Mount Columbia, 3747 m (höchster Berg in Alberta)

## Nationalparks und Provinzparks
In den kanadischen Rocky Mountains liegen fünf Nationalparks. Vier davon beinhalten unter dem Namen Kanadische Rocky-Mountains-Nationalparks das Weltnaturerbe der Rocky Mountains. Diese vier Parks sind:
- Banff-Nationalpark
- Jasper-Nationalpark
- Kootenay-Nationalpark
- Yoho-Nationalpark

Als fünfter Park gehört der
- Waterton-Lakes-Nationalpark

zusammen mit seinem Schwesterpark Glacier-Nationalpark auf amerikanischer Seite unter der gemeinsamen Bezeichnung Waterton-Glacier International Peace Park ebenfalls zum Weltnaturerbe.
Provinzparks, die Teil des Canadian Rocky Mountain Parks-Weltnaturerbes sind:
- Mount Robson Provincial Park
- Hamber Provincial Park
- Mount Assiniboine Provincial Park

Ebenfalls in den kanadischen Rocky Mountains liegen noch weitere Provincial Park.
In British Columbia sind dies u. a.:
- Elk Lakes Provincial Park
- Height of the Rockies Provincial Park
- Cummins Lakes Provincial Park
- Small River Caves Provincial Park

In den Northern Rocky Mountains finden sich noch zahllose weitere Provincial Parks in British Columbia. Unter anderem sind dies:
- Northern Rocky Mountains Provincial Park
- Dune Za Keyih Provincial Park

In Alberta:
- Bluerock Wildland Provincial Park
- Bow Valley Provincial Park
- Bow Valley Wildland Provincial Park
- Bragg Creek Provincial Park
- Canmore Nordic Centre Provincial Park
- Castle Provincial Park
- Castle Wildland Provincial Park
- Don Getty Wildland Provincial Park
- Elbow-Sheep Wildland Provincial Park
- Peter Lougheed Provincial Park
- Plateau Mountain Ecological Reserve
- Sheep River Provincial Park
- Spray Valley Provincial Park